# معتمدية قبلاط
معتمدية قبلاط إحدى معتمديات الجمهورية التونسية، تابعة لولاية باجة.